# Quai aux Fleurs
Quai aux Fleurs (Květinové nábřeží) je nábřeží v Paříži na břehu řeky Seiny. Nachází se ve 4. obvodu.

## Poloha
Nábřeží vede po severovýchodním okraji ostrova Cité mezi mosty Saint-Louis a Arcole. Začíná na křižovatce s ulicí Rue du Cloître-Notre-Dame, kde na něj navazuje Quai de l'Archevêché vedoucí na jižní stranu ostrova a končí u ulice Rue d'Arcole a stejnojmenného mostu.

## Historie
Nábřeží vzniklo na počátku 19. století pod názvem Quai Napoléon. V roce 1816 bylo přejmenováno na Quai de la Cité, v roce 1834 opět na Quai Napoléon a konečně v roce 1879 získalo svůj dnešní název Quai aux Fleurs podle nedalekého květinového trhu.

## Zajímavé stavby
- dům č. 1A: od roku 1938 až do své smrti zde žil francouzský filozof Vladimir Jankélévitch, s výjimkou období okupace, kterou strávil v ilegalitě.
- dům č. 5: zde žil v letech 1936–1954 francouzský prezident René Coty a rovněž zde zemřel francouzský básník Edmond Haraucourt.
- dům č. 9: na místě tohoto domu žil Pierre Abélard a Heloise.
- dům č. 13:žila zde novozélandská spisovatelka Katherine Mansfield.